# De jure

de jure（拉丁語：dē iūre，發音：[deː ˈjuːrɛ]、/deɪ ˈdʒʊəri, di -/ day JOOR-ee, dee -⁠），中文譯作法律上、名義上或法理上，是来自拉丁語的法律術語，與de facto（事实上）相對。
在英语中，它表示“法律上規定的情況”，尤其是雖有規定但實際上並非如此的情況。雖然De Jure是法律用語，但是有時候也會在法律以外的語境下使用。此詞使用時絕大多數時候都會與de facto並列，以突出理想與現實的差別。此詞語通常以形容詞方式使用、以斜體字書寫。在商業上，De Jure也會用來形容滿足所有法律要求、已經正式成立的有限責任公司。在某些司法管轄區，即使沒有滿足成立公司相關的要求，實務上存在的公司也可能獲得責任限制的保護（de facto protection）。

## 举例
- 在外交關係上，兩個國家之間的有互相的外交承認，但要直至宣布建立全面的正式外交關係，才正式建交外交關係，例如早於1950年英國已承認中华人民共和国，但直至1972年才提升至外交關係，這是 de jure 的例子。
- 在2018年习近平修宪之前，中华人民共和国宪法并未规定国家必须由中国共产党领导。[6][7][8][9][10]
- 在名义上，英国王室拥有相当大的权力。（尽管其中的许多如今已不再行使）[11][12]雖然王室對英國的國際外交有影響力，但實際上外交權力由英國內閣行使，由英國外交部代表。
- 中华人民共和国宪法规定台湾是其领土的一部分，但是中华人民共和国并没有实际控制台湾。
- 中華民國憲法規定中國大陸是其領土的一部分，但是中華民國政府目前沒有實際控制中國大陸。